# Menez
Maria Inês da Silva Carmona Ribeiro da Fonseca, de seu nome artístico Menez GOSE (Lisboa, 6 de Setembro de 1926 — 11 de Abril de 1995), foi uma pintora portuguesa pioneira da pintura abstracta em Portugal.  Foi mãe do pintor Ruy Leitão.

## Biografia
Neta materna do general Óscar Carmona e de sua mulher Maria do Carmo Ferreira da Silva Carmona, teve uma infância cosmopolita, tendo vivido em Buenos Aires, Estocolmo, Paris, Suíça, Roma, Washington, DC e Lisboa, acompanhando as deambulações diplomáticas da família. Regressa a Portugal em 1951.
Menez nunca frequentou qualquer escola de arte. "Se o desenho fazia parte dos afazeres de uma menina prendada que nunca foi à escola («tive umas vagas lições de pintura»), é como autodidacta que descobre e se dedica à pintura" . Começa a pintar apenas aos 26 anos de idade por iniciativa própria. Além de pintura, realizaria ainda trabalhos de cerâmica, gravura e serigrafia.
A sua primeira exposição, na Galeria de Março, Lisboa (1954), "constituiu uma autêntica revelação" . Com uma carreira artística condicionada por questões de ordem familiar (infância dos filhos; morte prematura dos dois mais velhos em 1976 e 1977), "Menez foi […] apresentando sucessivas exposições individuais, com demorados intervalos, numa presença íntima e discreta" . Expôs individualmente na Galeria Pórtico (1958); Galeria Diário de Notícias, Lisboa (1959, 61, 63); Galeria Divulgação, Lisboa (1964); Galeria 111, Lisboa (1966, 81, 85, 87, 90, 94); SNBA, Lisboa (1966); Galeria Judite Dacruz, Lisboa (1972); Galeria Quadrum, Lisboa (1977); Centro Cultural Português, FCG, Paris (1977); Galeria Zen, Porto (1981, 83, 89); Galeria Gilde, Guimarães (1988). 
Foi bolseira da Fundação Calouste Gulbenkian no país (1960), e em Londres (1965-1969). Apresentou trabalhos em inúmeras exposições colectivas, nomeadamente na II Exposição de Artes Plásticas da Fundação Calouste Gulbenkian (1961), onde ganhou o segundo Prémio de Pintura. 
Em 1990 o Centro de Arte Moderna da Fundação Calouste Gulbenkian apresentou uma exposição antológica da sua obra.  Nesse mesmo ano foi-lhe atribuído o Prémio Pessoa. 
A 9 de Junho de 1995 foi feita Grande-Oficial da Ordem Militar de Sant'Iago da Espada a título póstumo.

## Obra

Henrique VIII, 1966, óleo sobre tela, 180 x 210 cm

A sensibilidade poética das primeiras pinturas de Menez é reveladora da influência da Escola de Paris , da sua adesão a um tipo de abstração (abstracionismo lírico) que marcou a época. Lidando com um universo de sugestões múltiplas, "as suas imagens são uma encantação do desconhecido e têm em si suspenso o reflexo duma profundidade inomeada e oculta. […] Um por um cada quadro cria uma atmosfera que é como um habitat de seres e de histórias indefiníveis e fantásticas" cuja  "existência concreta procura num espelho a imagem abstrata da sua essencialidade" .
No final da década de 1950 a ambiguidade figuração/abstracção das suas atmosferas cromáticas adquire novos contornos, numa visão neo-impressionista que articula a sugestão de espaços interiores, "objectos oscilando na luz que entra por janelas imaginárias, […] interiores de ateliês ou de salas" que logo se abrem ao exterior, num jogo dinâmico entre "valores centrípetos e centrífugos do espaço natural da paisagem e do interior" . Numa explosão de cor e luz que se prolongará ao longo dos anos, Menez trabalha "uma harmonia de desarmonias ousadas com o cintilar da cor em pequenos incêndios de almofadas, tapetes, brocados, objetos nunca perceptíveis como tais" .  
Os anos de 1960 são marcados pela estadia em Londres e por uma breve contaminação do idioma pop. Embora de forma subtil, sem entrar em rutura com a sua obra anterior, vemo-la assimilar elementos dessa linguagem em pinturas onde quase afirma objectos ou personagens. "As formas tomam contornos inesperados, anamorfizam-se, tornam-se objetos vivos e sem caracterização identificadora. Dotados de uma energia física incontrolada parecem crescer a partir de valores opostos, escalas de contrastes" .  Menez nomeia algumas destas pinturas (atitude invulgar numa obra onde predominam os trabalhos sem título); é o que acontece em Henrique VIII, 1966, que lhe serve de pretexto para a criação de um "espetáculo de cores luxuriantes numa pintura de desenho orgânico, no seu simulacro de vestes ricas, de drapejados, de corpos sensuais" . 

Sem título, 1987, acrílico sobre tela, 155 x 190 cm

O período de indeterminação em que oscila entre figuração abstração prolonga-se pela década seguinte, apesar de assumir, pontualmente, a paisagem ou a figura de modo inequívoco. "Ainda aqui podemos confirmar a constante indisciplina na delimitação de uma fronteira entre o interior e o exterior dos espaços representados. […] Uma natureza-morta, um anjo, um coração, algumas topologias identificáveis, são sugestões figurativas com uma expressão idêntica às formas volumétricas que as acompanham e com que se articulam" . Victor Willing escreverá na introdução do catálogo de 1972: "Menez – uma visão táctil. […] Carne, pavor, dissolvem-se, montanhas, esvaem-se, transfiguram-se, e tinta coagula-se no lugar onde estiveram. As árvores curvam-se para observar tanta temeridade e aprovam" .
Menez acompanha, de modo muito pessoal, a mudança de paradigma que conduz ao regresso da pintura figurativa na década de 1980, fixando-se num idioma ao qual permaneceria fiel até ao fim. Num primeiro momento, o efeito narrativo é produzido pela presença de cenas e personagens, por vezes directamente reconhecíveis, mas que noutros trabalhos apenas deixam rastos da sua presença . 
"Não sei se deva falar em forma ou falar em tema, o tal tema que é em muitos casos perfeitamente legível, sobretudo nas peças de menores dimensões: tema mítico como o São Jorge e o Dragão […], tema sagrado, ou cristão se preferirem, nas possíveis anunciações", a par de outros registos figurativos possíveis: "árvores, linhas de horizonte, mares ou lagos, ou planícies (?), promontórios…" . 

Sem título, 1990, guache sobre papel, 65 x 103 cm

O aprofundamento da dimensão evocativa e carga de teatralidade das suas pinturas abre-lhe as portas à etapa seguinte. Menez centra-se na representação do seu próprio espaço de trabalho – o ateliê –, dando sequência a uma das principais linhas de força da sua obra, mas agora com um enquadramento diverso do inicial. Falando de si sem se auto-retratar, sem revelar qualquer envolvimento intimista ou psicológico, a sua pintura de espaços permite-lhe agora "um cruzamento infinito de possibilidades visuais pela capacidade de desmultiplicação que comporta. O modelo e o quadro, o cavalete e a janela, o dentro e o fora, trata-se aqui da citação da sua própria pintura e dos seus referentes. […] A teatralização do seu espaço privado abre-se episodicamente ao exterior, e à intervenção de outros personagens"  (veja-se, por exemplo, sem título, 1987, acrílico sobre tela, 155 x 190 cm). 
A última década da sua carreira é um tempo fulgurante. Menez sintetiza as descobertas sucessivas da sua obra em pinturas enigmáticas, contidas e teatrais onde confluem "elementos formais do seu período de abstracção lírica dos anos 60-70 com referências retiradas da História da pintura" . A sua vénia a mestres mais distantes  pode traduzir-se num eco da sensibilidade e suspensão temporal de Bonnard ou De Chirico; mas agora, e de modo ainda mais explícito, a conexão com artistas de referência estende-se às figuras e poses inspiradas em Vermeer, Rubens ou Poussin (veja-se, por exemplo, o guache Sem título que serviu de matriz para As núvens, 1990).  E torna-se igualmente claro o diálogo enriquecedor que estabelece com a obra de Paula Rego , com quem manteve uma longa relação de amizade .

## Casamento e descendência
Casou com Rui Burnay Morales de Los Rios da Silva Leitão (Lisboa, 10 de Junho de 1921), do qual teve dois filhos e uma filha antes de se divorciar: 
- Rui Ribeiro da Fonseca Leitão (Washington, Distrito de Columbia, 1949 - Lisboa, 1976)
- Marta Inês Ribeiro da Fonseca Leitão (Cascais, Cascais, 22 de Agosto de 1951 - Copenhaga, 2 de Dezembro de 1977), casada com Fernando Rosa Salvador (Lisboa, São Sebastião da Pedreira, 25 de Novembro de 1951), do qual teve uma filha: 
  - Joana Leitão Salvador (Lisboa, 18 de Novembro de 1971), solteira e sem geração
- Bernardo Ribeiro da Fonseca Leitão, solteiro e sem geração

Viveu em conjunto com Bartolomeu d'Albuquerque da Costa Cabral desde 1970, data em que se conheceram, até à morte da Menez, em 1995.[carece de fontes?]